# Ardisia brackenridgei
Ardisia brackenridgei är en viveväxtart som först beskrevs av Asa Gray, och fick sitt nu gällande namn av Carl Christian Mez. Ardisia brackenridgei ingår i släktet Ardisia och familjen viveväxter. Inga underarter finns listade i Catalogue of Life.